# RasenBallsport Leipzig
RasenBallsport Leipzig e. V. (lit.  "Esporte com Bola de Gramado Leipzig"), mais conhecido como RB Leipzig ou simplesmente Leipzig, é um clube de futebol profissional alemão sediado em Leipzig, Saxônia. O clube foi fundado em 2009 por iniciativa da empresa austríaca de bebidas energéticas Red Bull GmbH. Disputa a Bundesliga, a liga de futebol de maior nível da Alemanha.

## História
A empresa austríaca de bebida energéticas Red Bull GmbH comprou a licença do SSV Markranstädt, time até então da quinta divisão, com a intenção de levar o clube remodelado à Bundesliga em um prazo de dez anos. A equipe conseguiu seu objetivo com antecedência na temporada de 2015–16 da 2. Bundesliga, na qual terminou em segundo lugar.
O novo clube manteve esta equipe na Oberliga, bem como todos os outros times de futebol do SSV e manteve o treinador Tino Vogel. Em 2010, a equipe mudou de cidade para mandar seus jogos no Zentralstadion, que foi renomeado Red Bull Arena.
Michael Kölmel, proprietário do Zentralstadion, de Leipzig, foi uma das peças importantes para o negócio. A última vez que uma equipe de Leipzig venceu o título nacional foi em 1913, quando o VfB Leipzig se sagrou campeão.
Em sua temporada inaugural, disputou, dominou e venceu a NOFV-Oberliga Süd, o quinto módulo do Campeonato Alemão, na temporada 2009-2010. Com o resultado, ganhou o direito de disputar a Regionalliga Nord, a quarta divisão alemã.
Na temporada 2010-2011 da Regionalliga Nord, não foi tão bem, terminou apenas em 4º lugar e não conseguiu subir para a terceira divisão.
Em 2011, o RB Leipzig venceu a Copa Saxônica, torneio que reúne equipes da terceira, quarta e quinta divisão alemã, além de equipes da Liga Saxônica local.
Com a conquista da Copa Saxônica, o RB Leipzig disputou pela primeira vez a Copa da Alemanha ne edição Copa da Alemanha 2011-2012, mas foi eliminado na segunda rodada.
O RB Leipzig venceu a temporada 2012-2013 da Regionalliga Nordost, a quarta divisão alemã de maneira invicta, com 21 vitórias e 9 empates. Com o título, disputou o play-off para as vagas da 3.Liga, a terceira divisão alemã, para a qual foi promovido com uma vitória e um empate. Em 2013, voltou a vencer a Copa da Saxônia, que lhe valeu nova participação no Copa da Alemanha na temporada 2013-2014. Mas, novamente, não obteve sucesso, sendo eliminado na primeira rodada. Obteve o vice-campeonato da 3.Liga, o que valeu-lhe a promoção para a 2.Bundesliga, a segunda divisão alemã. 
Em 26 de maio de 2014, o RB Leipzig mudou seu logotipo, como condição para sua aceitação em 2. Bundesliga, eliminando mais elementos que possam identificar com a empresa de energéticos como o fundo amarelo. O novo logotipo tem uma semelhança com o logotipo não patrocinado do FC Red Bull Salzburg, utilizado nos torneios da UEFA.
Após ser vice-campeão da 2.Bundesliga na temporada 2015-2016, a equipe foi candidata à "zebra" na temporada 2016-2017, disputando rodada a rodada o título de Campeão Alemão com o todo-poderoso Fußball-Club Bayern München, acabando porém como vice-campeão e tendo uma vaga inédita para a Liga dos Campeões da Europa na temporada 2017-2018. Acabou em terceiro lugar na fase de grupos e foi transferido para a fase de dezesseis avos da Liga Europa da UEFA de 2017-18, onde eliminou o Napoli e o Zenit, mas foi eliminado pelo Olympique de Marselha nas quartas de final.
Cedeu quatro jogadores para a Copa do Mundo FIFA de 2018, o número 10 da Suécia e do time, Emil Forsberg, o goleiro reserva suíço, Yvon Mvogo, o dinamarquês Yussuf Poulsen e o alemão Timo Werner.
Fez história na Liga dos Campeões na temporada 2019–20 ao avançar até as semifinais, perdendo nesta para o Paris Saint-Germain pelo placar de 3 a 0.
Na temporada 2021–22 conquistou a Copa da Alemanha, vencendo o Freiburg na final. Foi o primeiro título de expressão do RB Leipzig, sendo um marco importante na história do clube. Feito que veio se repetir na temporada 2022-23, com o clube sagrando-se bicampeão em cima do Frankfurt. O terceiro título dos Bullens veio com a conquista inédita da Supercopa da Alemanha na temporada 2023, com o clube a bater o FC Bayern por 3x0, tendo um grande hat-trick de Dani Olmo na partida.

## Identidade

Antigo escudo utilizado entre 2009 e 2010.

O RB Leipzig é um dos cinco times de futebol sob controle da Red Bull. Os outros são o Red Bull Salzburg, o New York Red Bulls, o Red Bull Ghana e Red Bull Bragantino. Em comparação com os nomes das agremiações filiais, se difere devido aos estatutos da Federação Alemã de Futebol que prescrevem que o patrocinador não pode fazer parte da identidade de um clube, a menos que a empresa seja dona do clube há mais de 20 anos (como é o caso do Bayer Leverkusen, fundado em 1904). Ao contrário de suas equipes de outros esportes, o RB Leipzig não pode carregar o nome da Red Bull ou ser integralmente pertencente pela empresa. Por isso, adotou o nome oficial como RasenBallsport Leipzig, criando um trocadilho para a sigla RB da marca de energéticos que quer dizer "Esporte com Bola no Gramado". 
A equipe também precisou modificar o escudo para participar de ligas menores, por exigência da DFL, que não aceita o uso de logotipos registrados de empresas em escudos. Com pequenas alterações nos touros (adição dos traços que dão ideia de movimento), o escudo foi aceito quando o time entrou nas ligas inferiores.
A Federação Alemã de Futebol exige que um clube mantenha 51% de suas ações, a Red Bull, portanto, só obtem 49%.

## Títulos
| NACIONAIS | NACIONAIS             | NACIONAIS | NACIONAIS         |
|           | Competição            | Títulos   | Temporadas        |
| --------- | --------------------- | --------- | ----------------- |
|           | Copa da Alemanha      | 2         | 2021-22 e 2022-23 |
|           | Supercopa da Alemanha | 1         | 2023              |

### Outras campanhas de destaque
- Liga dos Campeões da UEFA
  - Semifinalista (1): 2019–20

- Liga Europa da UEFA
  - Semifinalista (1): 2021–22

- Bundesliga
  - Vice-campeão (2): 2016–17, 2020–21

## Nota
- Os estatutos da Deutscher Fußball Bund, a federação alemã de futebol, proíbe que uma empresa dê seu nome a uma equipe a menos que seja dona do clube a mais de 20 anos (como no caso do Bayer Leverkusen fundado em 1902 e a farmacêutica Bayer), daí esse time não se chama Red Bull como seus "co-irmãos".
- Da mesma forma, os estatutos dizem que um clube deve possui a maior parte das ações do mesmo, por isso a Red Bull possui 49% dessas ações.
- Segundo o jornal britânico The Independent, a Red Bull pretende investir no RB Leipzig 100 milhões de euros nos próximos dez anos[7]

## Técnicos
- Tino Vogel (2009–2010)
- Tomas Oral (2010–2011)
- Peter Pacult (2011–2012)
- Alexander Zorniger (2012–2015)
- Achim Beierlorzer (2015)
- Ralf Rangnick (2015–2016)
- Ralph Hasenhüttl (2016–2018)
- Ralf Rangnick (2018–2019)
- Julian Nagelsmann (2019–2021)
- Jesse Marsch (2021)
- Achim Beierlorzer (2021)
- Domenico Tedesco (2021–2022)
- Marco Rose (2022–)

## Jogadores Notáveis
- Bastian Schulz
- Benjamin Henrichs
- Christian Reimann
- Daniel Frahn
- David Raum
- Davie Selke
- Dominik Kaiser
- Ingo Hertzsch
- Jochen Höfler
- Joshua Kimmich
- Lars Müller
- Lukas Klostermann
- Marcel Halstenberg
- Nico Frommer
- Stefan Kutschke
- Timo Werner
- Tim Sebastian
- Christoph Baumgartner
- Konrad Laimer
- Marcel Sabitzer
- Xaver Schlager
- Loïs Openda
- Matheus Cunha
- Thiago Rockenbach
- Joško Gvardiol
- Yussuf Poulsen
- Benjamin Šeško
- Kevin Kampl
- Angeliño
- Dani Olmo
- Hugo Novoa
- Christopher Nkunku
- Dayot Upamecano
- El Chadaille Bitshiabu
- Jean-Kévin Augustin
- Mohamed Simakan
- Nordi Mukiele
- Naby Keïta
- Dominik Szoboszlai
- Péter Gulácsi
- Willi Orbán
- Amadou Haidara
- Ørjan Nyland
- Xavi Simons
- André Silva
- Fábio Carvalho
- Patrik Schick
- Emil Forsberg

## Elenco atual
Última atualização: 14 de setembro de 2024.